# Dự án cầu Cần Giờ
Cầu Cần Giờ là một cây cầu được lên kế hoạch sẽ bắc qua sông Soài Rạp, nối hai huyện Nhà Bè và Cần Giờ thuộc Thành phố Hồ Chí Minh đang được đầu tư xây dựng.
Dự kiến, cầu sẽ thay thế phà Bình Khánh, kết nối khu Nam thành phố với huyện Cần Giờ, đáp ứng nhu cầu giao thông trong khu vực và tạo điều kiện thúc đẩy và phát triển dự án khu lấn biển, khu đô thị du lịch biển Cần Giờ và đặc biệt là khu cảng biển Cần Giờ.
Cầu Cần Giờ có điểm đầu tại nút giao đường 15B (huyện Nhà Bè), điểm cuối kết nối với đường Rừng Sác, cách bến phà Bình Khánh khoảng 1,8 km về phía Nam.

## Thông số kĩ thuật
Cầu Cần Giờ dự kiến có chiều dài 3,4 km với 6 làn xe, tĩnh không thông thuyền 55 m.